# Mike Phiromphon
Mike Phiromphon  ( tiếng Thái là ไมค์ ภิรมย์พร hay là Phiromphorn hoặc Piromporn  ) sinh ngày 8 tháng 7 năm 1966  là một ca sĩ Mor lam và Luk thung nổi tiếng đến từ vùng Isan của Thái Lan. Anh có nhiều ca khúc nổi tiếng bao gồm Lakorn Chee Wit, Phoo Yu Bueang Lang, Nuei Mai Kon Dee, Ya Jai Khon Jon, Klab Kham Sa Lar,  Kae Kaek Rab Chern, Tee Pueng Khon Klai, Yang Rak Kan Yoou Rue Plao và Pha Lar Boon ,...

## Tiểu sử
Tên khai sinh của anh ấy là Phornphirom Pinthapakang. Anh ấy sinh ra vào ngày 8 tháng 7 năm 1966 tại tỉnh Udon Thani . Anh ấy là con trai của Som và Sonklin. Anh ấy đã hoàn thành chương trình học ở lớp trung học. Anh bắt đầu bước chân vào sân khấu vào năm 1995 bằng việc phát hành album đầu tiên Kan Lang Kor Lao và hoạt động trong lĩnh vực giải trí từ đó cho đến nay.
Năm 2001, anh đóng vai truyền hình đầu tiên trong loạt phim Nai Hoy Tamin trong vai Seeho , gắn liền với Jintara Poonlarp .
Anh ấy hiện đã kết hôn và có hai người con gái. 

## Danh sách đĩa nhạc

### Album gốc
- 1995 - "Kan Lang Kor Lao" (คันหลังก็ลาว)
- 1996 - "Nam Ta Lon Bon Toe Jeen" (น้ำตาหล่นบนโต๊ะจีน)
- 1998 - "Ya Jai Khon Jon" (ยาใจคนจน)
- 2000 - "Nuei Mai Khon Dee" (เหนื่อยไหมคนดี)
- 2007 - "Yang Rak Kan Yoo Rue Plao" (ยังรักกันอยู่หรือเปล่า)
- 2018 - "Bon Thanon Sai Khon Dee" (บนถนนสายคนดี)
- 2019 - "Status Bor Koei Pliean" (สเตเตัสบ่เคยเปลี่ยน)